# Eran Kolirin
Eran Kolirin, hebr. ‏ערן קולירין‎ (ur. 4 listopada 1973 w Holonie) – izraelski reżyser i scenarzysta filmowy.

## Życiorys
Pracę w branży filmowej rozpoczął od seriali i filmów dla telewizji. Jego pełnometrażowy debiut kinowy, komediodramat Przyjeżdża orkiestra (2007), odniósł wielki międzynarodowy sukces. Film miał swoją premierę w ramach sekcji "Un Certain Regard" na 60. MFF w Cannes, gdzie zdobył trzy nagrody, w tym FIPRESCI. Obraz otrzymał także osiem nagród Izraelskiej Akademii Filmowej oraz dwie Europejskie Nagrody Filmowe: dla najlepszego aktora (Sasson Gabai) i dla odkrycia roku.
Kolejne filmy reżysera nie odniosły już takich sukcesów. Druga fabuła Kolirina, Wymiana (2011), startowała w konkursie głównym na 68. MFF w Wenecji, a trzeci film reżysera, Za górami, za wzgórzami (2016), zaprezentowano w sekcji "Un Certain Regard" na 69. MFF w Cannes.
Zasiadał w jury sekcji "Cinéfondation" na 72. MFF w Cannes (2019).